# Ältere römische Kursive

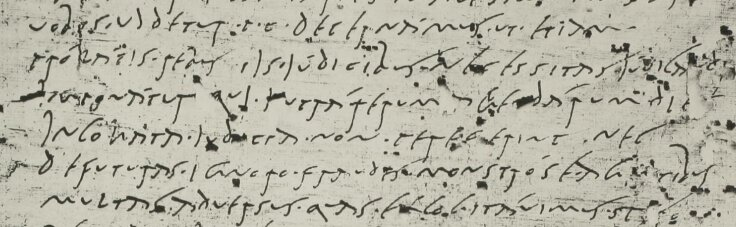
Auszüge aus Reden im römischen Senat, Papyrusfragment, 1. Jh. n. Chr.

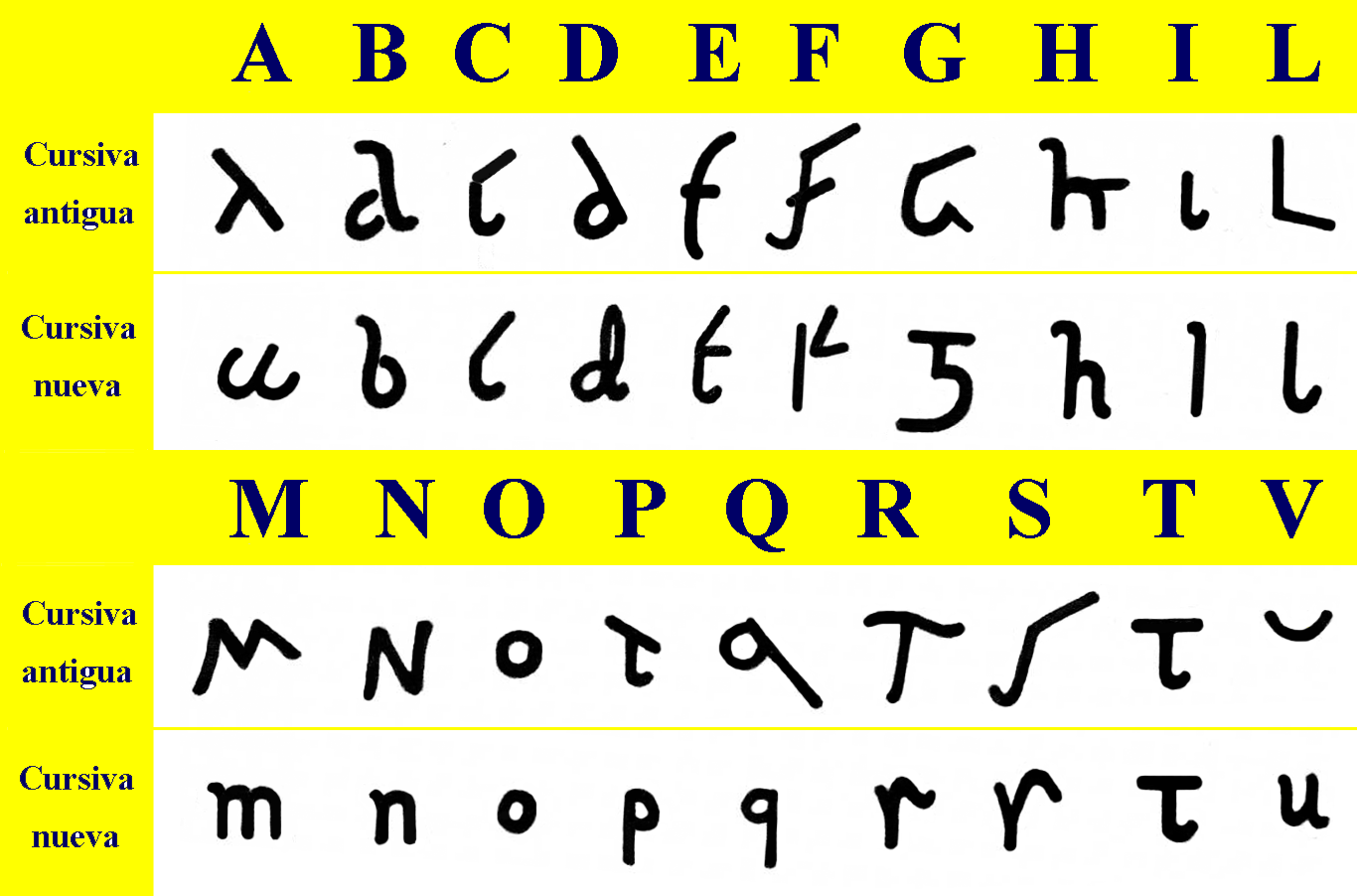
Ältere (oben) und jüngere (unten) römische Kursive im Vergleich

Die ältere römische Kursive oder Majuskelkursive (selten auch Capitalis Cursiva) ist eine Kursivschriftvariante der antiken römischen Capitalis-Schriftfamilie.
Wie alle anderen Varianten der Capitalis-Schriften ist die Kapitalkursive eine reine Majuskelschrift.
Sie war die alltägliche Gebrauchsschrift für geschäftliche Schriftstücke und ist in einigen Papyri aus der Zeit zwischen dem 1. und 4. Jahrhundert überliefert.
Typisch für die ältere römische Kursive ist unter anderem das so genannte „b à panse gauche“, das b mit dem Bauch nach links. Im alltäglichen Gebrauch veränderten sich die Buchstaben zu bogigen Formen mit langen Schleifen in der oberen und unteren Zone, bis sich daraus eine kursive Dreizonen-Schrift (Minuskelschrift) entwickelte, die jüngere römische Kursive.
Ganz flüchtige Notizen waren auf Wachstafeln notiert. Die römische Kursive passte sich diesem Beschreibstoff durch einige Buchstabenveränderungen an und wurde damit zur Wachstafelschrift.